# Italochrysa facialis
Italochrysa facialis is een insect uit de familie van de gaasvliegen (Chrysopidae), die tot de orde netvleugeligen (Neuroptera) behoort. 
Italochrysa facialis is voor het eerst wetenschappelijk beschreven door Banks in 1910.